# Roller Derby Toulouse - Quad Guards

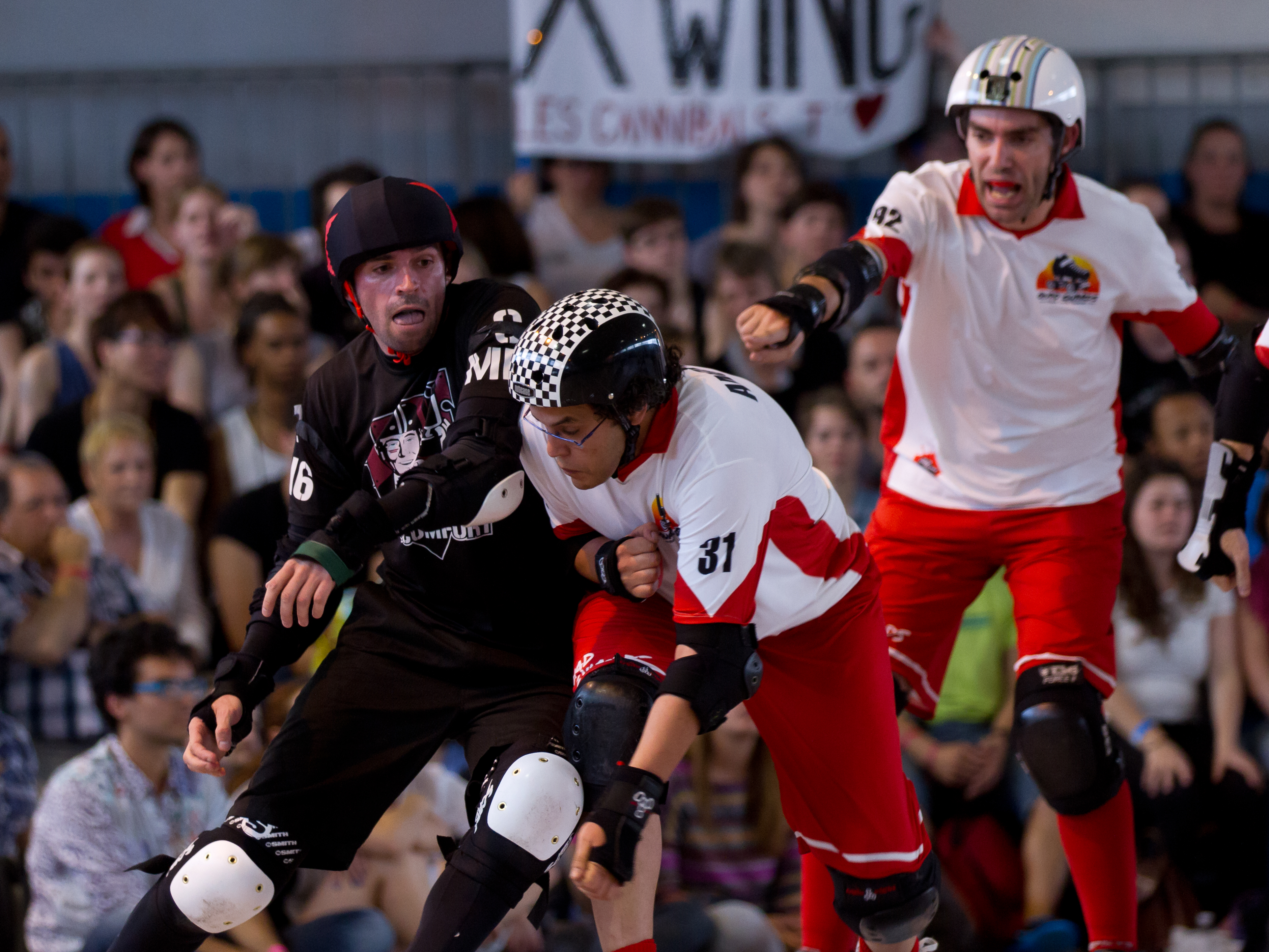
Les Quads Guards contre les Southern Discomfort en juin 2013.

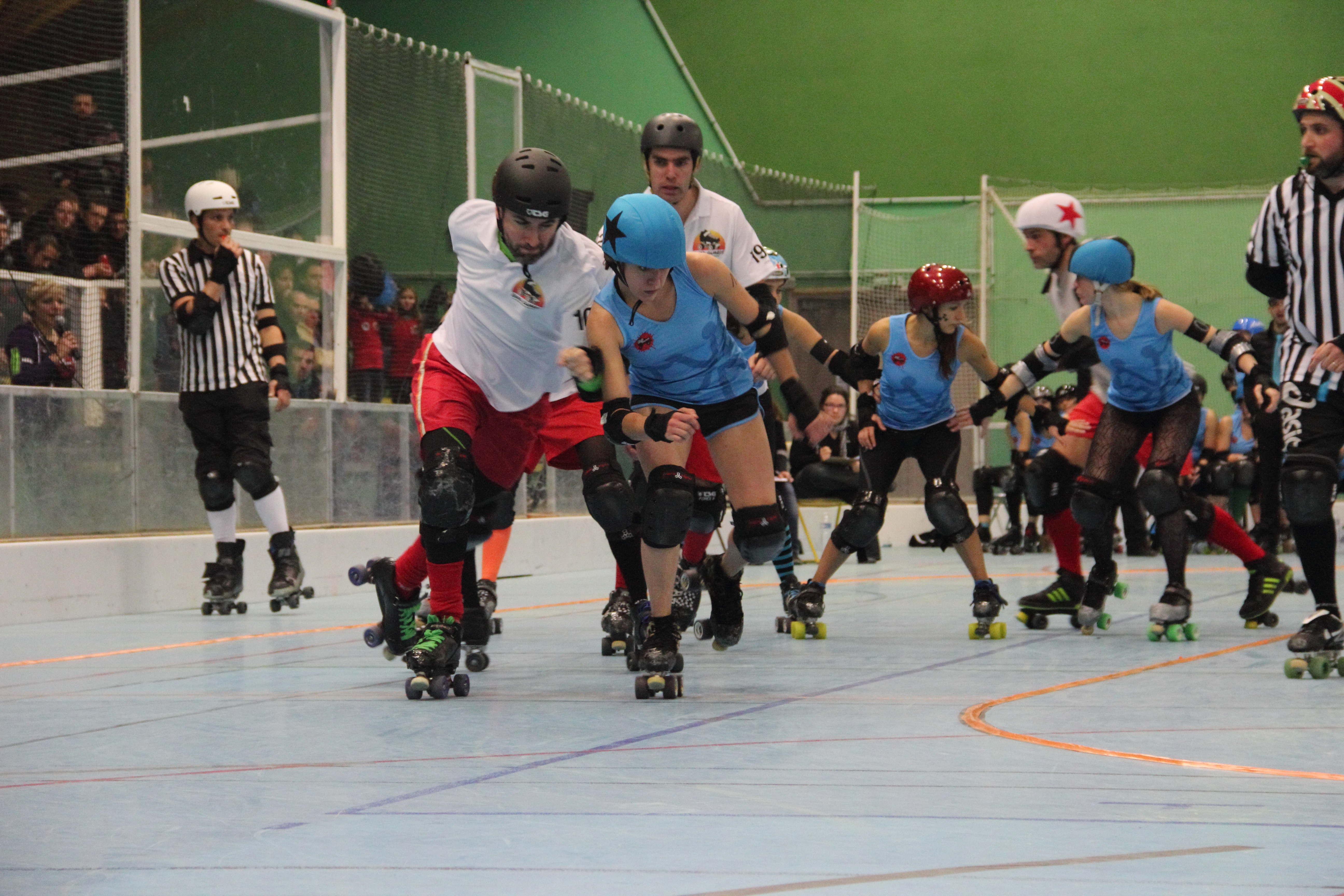
Match mixte opposant des équipes de Roller Derby Toulouse. Les Quads Guards, en blanc et rouge, affrontent le Nothing Toulouse, en bleu.

L'équipe masculine de roller derby  de Toulouse porte le nom de Quad Guards et fait partie de l'association de roller derby de la ville, le Roller Derby Toulouse. Créée en 2011, c'est historiquement la première équipe française de roller derby masculin. Elle remporte le titre de champion d'Europe en 2013 puis celui de champion de France en 2015-2016.

## Historique
En juillet 2012, il participe à la première édition du Men's European Roller Derby Championship. Ils font partie des sept équipes à participer à la compétition et sont la seule équipe à ne pas être britanniques. Ils perdent en finale contre le Southern Discomfort sur le score de 256 à 254, le match se décidant dans le dernier jam du match.
L'équipe de Toulouse monte dans le classement européen pour atteindre la deuxième place en juin 2013, derrière l'équipe de Londres. Le mois d'après, ils sont de retour au MERDC et les deux équipes se retrouvent en finale du tournoi. Alors que Toulouse avait perdu les quatre rencontres précédentes, ils parviennent finalement à s'imposer sur le score de 203 à 127. Toulouse se classe quatrième de l'édition de 2014.
Le premier championnat de roller derby français a lieu en 2015-2016 ; quatorze équipes masculines participent à une Coupe de France : les six meilleures équipes, dont les Quad Guards, jouent directement les quarts-de-finale alors que les huit autres jouent un tour de qualification. La phase finale de la Coupe se joue les 14, 15 et 16 mai 2016 et les Quad Guards de Toulouse battent en finale le Panam Squad de Paris 215 à 159.

## Palmarès

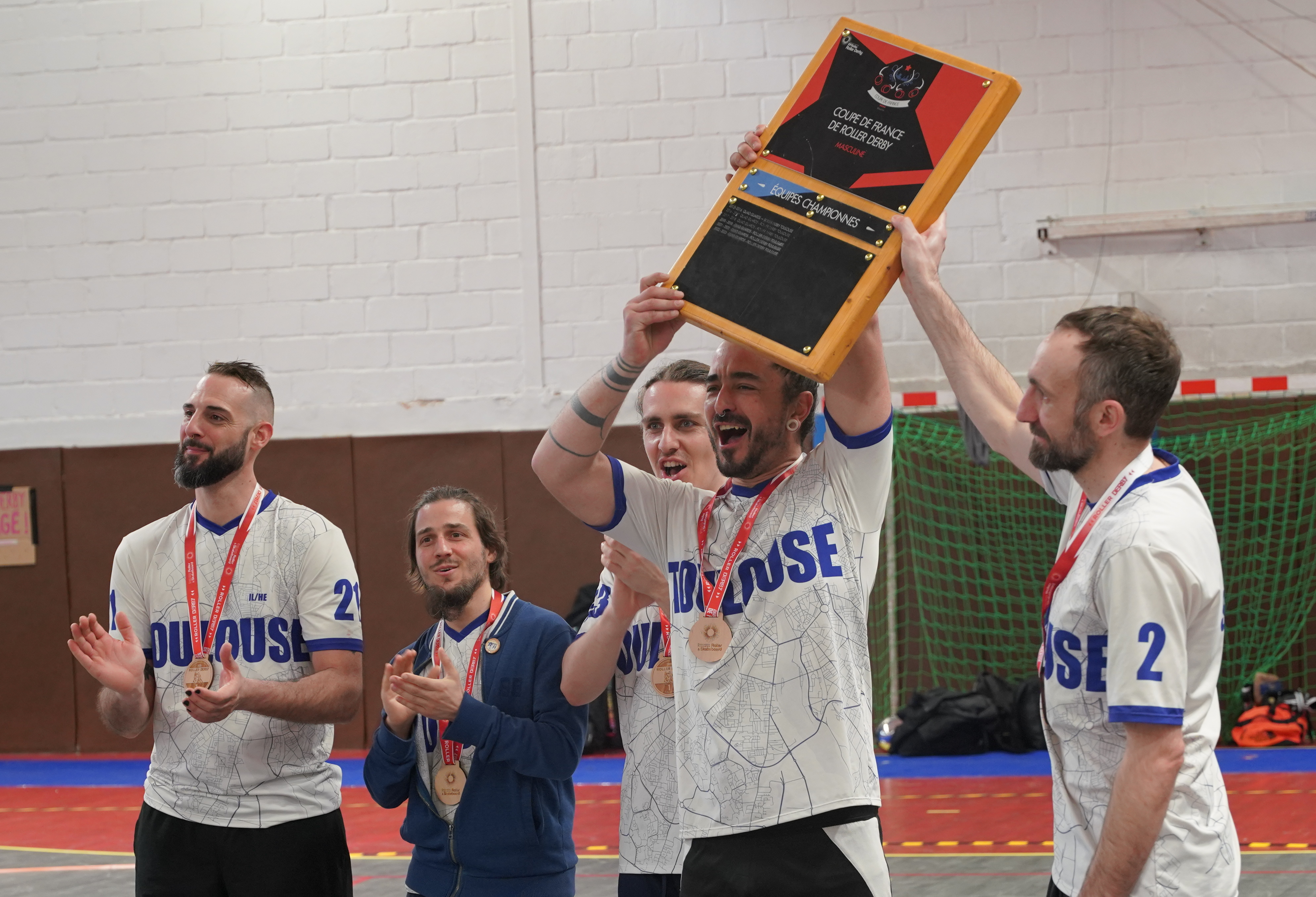
Soulevant le trophée de champion de France en 2025.

- 2012 : vice champion.ne.s d'Europe lors du MERDC
- 2013 : champion.ne.s d'Europe lors du MERDC
- 2015-2016 : champion.nes de France
- 2016-2017 : champion.ne.s de France
- 2017 : 3ème place lors du Championnat du monde MRDA
- 2017-2018 : champion.ne.s de France
- 2018-2019 : champion.ne.s de France
- 2021-2022 : champion.ne.s de France
- 2022-2023 : champion.ne.s de France
- 2022 : vice champion.ne.s d'Europe lors du MERDC
- 2023-2024 : champion.ne.s de France
- 2024-2025 : champion.ne.s de France